# Kąpino
Kąpino is een dorp in de Poolse woiwodschap Pommeren. De plaats maakt deel uit van de gemeente Wejherowo en telt 814 inwoners.